# 1916 год в Азербайджане

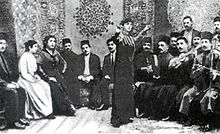
Кадр из фильма «В царстве нефти и миллионов» снятый в Азербайджане в 1916 году

В этой статье приведены события, произошедшие в 1916 году в Азербайджане.

## Февраль
- 13—16 февраля — Протесты из-за перебоев с поставками хлеба на фоне Первой мировой войны[1]
- 16—20 февраля — Протесты рабочих нефтяных промыслов Балаханы-Сабунчи

## Апрель
- 14 апреля — В Баку открыт филиал Азовско-Донского банка[2]

## Май
- 22 мая — Создано Мусульманское драматическое общество[азерб.]

## Июнь
- 25 июня — Принятие Указа «О привлечении мужского инородческого населения империи для работ по устройству оборонительных сооружений в районе действующей армии»[3]

## Июль
- 30 июля — Начало строительства железнодорожной ветки Алят — Джульфа[4]

## Сентябрь
- Приостановление действия Указа «О привлечении мужского инородческого населения империи для работ по устройству оборонительных сооружений» на территории Азербайджана в связи с волнениями[5]

## Октябрь
- 17 октября — Прекращение издания журнала «Babayi-Əmir[азерб.]»

## Декабрь
- 26 декабря — Открытие синематографа Микадо (Баку)

## Без точной даты
- Введён специальный военный налог
- Открыт завод по переработке нефти путём пиролиза
- Учреждено Бакинское музыкальное училище имени Асафа Зейналлы
- Открыта женская педагогическая семинария (Баку)
- Прекращение издания журнала «Жизнь»[азерб.]
- Открыт Государственный банк Елизаветполя
- Гёйчай, Сальян получили статус города

## Культура
- 29 апреля — Первая постановка пьесы «Мертвецы» Дж. Мамедкулизаде
- 13 мая — Премьера оперы «Ашуг-Гариб»
- Премьера первого полнометражного фильма «В царстве нефти и миллионов»
- Премьера фильма «Аршин мал алан»

## Родились
- 16 февраля — Абдул Вагаб Саламзаде, искусствовед, архитектор.
- 18 марта — Беюкага Гасымзаде[азерб.], поэт, переводчик
- 29 марта — Закир Багиров, композитор
- 1 апреля — Анвар Алибейли[азерб.], поэт
- 16 апреля — Гамбар Гусейнли, композитор
- 20 апреля — Насиба Зейналова, актриса
- 29 апреля — Адиля Гусейнзаде[азерб.], композитор
- 22 июня — Сона Мустафаева, оперная певица
- 23 июля — Марал Рахманзаде, азербайджанский график
- 2 сентября — Эйюб Гусейнов[азерб.], художник
- 10 декабря — Фируза Бадирбейли[азерб.], актриса
- 21 декабря — Сулейман Велиев, писатель
- Гусейн Сарачлы, ашуг
- Гусейн Алиев, ашуг

## Скончались
- Гашим-бек Везиров, журналист, писатель
- Абульгасым Султанов[азерб.], театральный деятель
- Сусан Меджидова[азерб.], актриса